# Olympische Sommerspiele 2020/Teilnehmer (Refugee Olympic Team)
| Gelbes Symbol für Goldmedaillen mit stilisierten Olympischen Ringen | Graues Symbol für Silbermedaillen mit stilisierten Olympischen Ringen | Braundes Symbol für Bronzemedaillen mit stilisierten Olympischen Ringen |
| ------------------------------------------------------------------- | --------------------------------------------------------------------- | ----------------------------------------------------------------------- |
| —                                                                   | —                                                                     | —                                                                       |

Das Refugee Olympic Team war eine Mannschaft, die bei den Olympischen Spielen 2020 in Tokio zum zweiten Mal teilnahm. Startberechtigt waren Sportler, welche als anerkannte Flüchtlinge nicht für ihr Heimatland antreten konnten.
Anders als 2016 trat die Mannschaft dieses Mal unter dem Kürzel EOR statt ROT an. Dies stand für die französische Bezeichnung Equipe Olympique des Réfugiés.
Bei der Eröffnungsfeier betrat das Team unmittelbar an zweiter Position nach Griechenland das Stadion. Fahnenträger waren die Schwimmerin Yusra Mardini und der Marathonläufer Tachlowini Gabriyesos. Die Ausstattung und Finanzierung des Teams erfolgte im Rahmen der olympischen Solidarität, einem Hilfsprogramm des IOC.

## Mitglieder der Mannschaft
Am 8. Juni wurden vom IOC folgende 29 Athleten benannt:
| Name                          | Heimatland                   | Aufnahmeland           | Sportart       | Disziplin                         |
| ----------------------------- | ---------------------------- | ---------------------- | -------------- | --------------------------------- |
| Abdullah Sediqi               | Afghanistan                  | Belgien                | Taekwondo      | Klasse bis 68 kg                  |
| Ahmad Alikaj                  | Syrien                       | Deutschland            | Judo           | bis 73 kg                         |
| Ahmad Badreddin Wais          | Syrien                       | Schweiz                | Radsport       | Einzelzeitfahren                  |
| Aker al-Obaidi                | Irak                         | Österreich             | Ringen         | Griechisch-Römisch, Leichtgewicht |
| Alaa Maso                     | Syrien                       | Deutschland            | Schwimmen      | 50 m Freistil                     |
| Anjelina Lohalith             | Südsudan                     | Kenia                  | Leichtathletik | 1500 m                            |
| Aram Mahmoud                  | Syrien                       | Niederlande            | Badminton      | Einzel                            |
| Cyrille Fagat Tchatchet       | Kamerun                      | Vereinigtes Königreich | Gewichtheben   | Mittelschwergewicht bis 96 kg     |
| Dina Pouryounes               | Iran                         | Niederlande            | Taekwondo      | Klasse bis 49 kg                  |
| Dorian Keletela               | Republik Kongo               | Portugal               | Leichtathletik | 100 m                             |
| Eldric Sella                  | Venezuela                    | Trinidad und Tobago    | Boxen          | Mittelgewicht bis 75 kg           |
| Hamoon Derafshipour           | Iran                         | Kanada                 | Karate         | Kumite bis 67 kg                  |
| Jamal Abdelmaji Eisa Mohammed | Sudan                        | Israel                 | Leichtathletik | 5000 m                            |
| James Chiengjiek Nyang        | Südsudan                     | Kenia                  | Leichtathletik | 800 m                             |
| Javad Mahjoub                 | Iran                         | Kanada                 | Judo           | über 100 kg                       |
| Kimia Alisadeh                | Iran                         | Deutschland            | Taekwondo      | Klasse bis 57 kg                  |
| Luna Solomon                  | Eritrea                      | Schweiz                | Schießen       | 10 m Luftgewehr                   |
| Masomah Ali Zada              | Afghanistan                  | Frankreich             | Radsport       | Einzelzeitfahren                  |
| Muna Dahouk                   | Syrien                       | Niederlande            | Judo           | bis 63 kg                         |
| Nigara Shaheen                | Afghanistan                  | Russland               | Judo           | bis 70 kg                         |
| Rose Lokonyen                 | Südsudan                     | Kenia                  | Leichtathletik | 800 m                             |
| Paulo Amotun Lokoro           | Südsudan                     | Kenia                  | Leichtathletik | 1500 m                            |
| Popole Misenga                | Demokratische Republik Kongo | Brasilien              | Judo           | bis 90 kg                         |
| Saeid Fazloula                | Iran                         | Deutschland            | Kanu           | Einer-Kajak 1000 m                |
| Sanda Aldass                  | Syrien                       | Niederlande            | Judo           | bis 57 kg                         |
| Tachlowini Gabriyesos         | Eritrea                      | Israel                 | Leichtathletik | Marathon                          |
| Wael Shueb                    | Syrien                       | Deutschland            | Karate         | Kata                              |
| Wessam Salamana               | Syrien                       | Deutschland            | Boxen          | Leichtgewicht bis 63 kg (Männer)  |
| Yusra Mardini                 | Syrien                       | Deutschland            | Schwimmen      | 100 m Schmetterling               |

## Teilnehmer nach Sportarten

### Badminton
| Athleten     | Wettbewerb | Gruppenphase | Gruppenphase       | Gruppenphase | Gruppenphase | Achtelfinale  | Achtelfinale  | Viertelfinale | Viertelfinale | Halbfinale    | Halbfinale    | Finale        | Finale        | Rang          |
| Athleten     | Wettbewerb | Gegner       | Ergebnis           | Punkte       | Rang         | Gegner        | Ergebnis      | Gegner        | Ergebnis      | Gegner        | Ergebnis      | Gegner        | Ergebnis      | Rang          |
| ------------ | ---------- | ------------ | ------------------ | ------------ | ------------ | ------------- | ------------- | ------------- | ------------- | ------------- | ------------- | ------------- | ------------- | ------------- |
| Männer       |            |              |                    |              |              |               |               |               |               |               |               |               |               |               |
| Aram Mahmoud | Einzel     | Loh K. Y.    | 0:2 (15:21, 12:21) | 49:84        | 3            | ausgeschieden | ausgeschieden | ausgeschieden | ausgeschieden | ausgeschieden | ausgeschieden | ausgeschieden | ausgeschieden | ausgeschieden |
| Aram Mahmoud | Einzel     | J. Christie  | 0:2 (8:21, 14:21)  | 49:84        | 3            | ausgeschieden | ausgeschieden | ausgeschieden | ausgeschieden | ausgeschieden | ausgeschieden | ausgeschieden | ausgeschieden | ausgeschieden |

### Boxen
| Athleten        | Wettbewerb              | 1. Runde    | 1. Runde | Achtelfinale  | Achtelfinale  | Viertelfinale | Viertelfinale | Halbfinale    | Halbfinale    | Finale        | Finale        | Rang |
| Athleten        | Wettbewerb              | Gegner      | Ergebnis | Gegner        | Ergebnis      | Gegner        | Ergebnis      | Gegner        | Ergebnis      | Gegner        | Ergebnis      | Rang |
| --------------- | ----------------------- | ----------- | -------- | ------------- | ------------- | ------------- | ------------- | ------------- | ------------- | ------------- | ------------- | ---- |
| Männer          |                         |             |          |               |               |               |               |               |               |               |               |      |
| Wessam Salamana | Leichtgewicht bis 63 kg | W. Oliveira | 0:5      | ausgeschieden | ausgeschieden | ausgeschieden | ausgeschieden | ausgeschieden | ausgeschieden | ausgeschieden | ausgeschieden | 17   |
| Eldric Sella    | Mittelgewicht bis 75 kg | E. Cedeño   | RSC      | ausgeschieden | ausgeschieden | ausgeschieden | ausgeschieden | ausgeschieden | ausgeschieden | ausgeschieden | ausgeschieden | 17   |

### Gewichtheben
| Athleten                | Wettbewerb                    | Reißen  | Reißen | Stoßen  | Stoßen | Zweikampf | Zweikampf | Rang |
| Athleten                | Wettbewerb                    | Gewicht | Rang   | Gewicht | Rang   | Gewicht   | Rang      | Rang |
| ----------------------- | ----------------------------- | ------- | ------ | ------- | ------ | --------- | --------- | ---- |
| Männer                  |                               |         |        |         |        |           |           |      |
| Cyrille Fagat Tchatchet | Mittelschwergewicht bis 96 kg | 155 kg  | 13     | 195 kg  | 10     | 350 kg    | 10        | 10   |

### Judo
| Athleten                                                                           | Wettbewerb  | 1. Runde       | 1. Runde | 2. Runde      | 2. Runde      | Achtelfinale  | Achtelfinale  | Viertelfinale | Viertelfinale | Halbfinale / Trostrunde | Halbfinale / Trostrunde | Finale / Platz 3 | Finale / Platz 3 | Rang |
| Athleten                                                                           | Wettbewerb  | Gegner         | Ergebnis | Gegner        | Ergebnis      | Gegner        | Ergebnis      | Gegner        | Ergebnis      | Gegner                  | Ergebnis                | Gegner           | Ergebnis         | Rang |
| ---------------------------------------------------------------------------------- | ----------- | -------------- | -------- | ------------- | ------------- | ------------- | ------------- | ------------- | ------------- | ----------------------- | ----------------------- | ---------------- | ---------------- | ---- |
| Frauen                                                                             |             |                |          |               |               |               |               |               |               |                         |                         |                  |                  |      |
| Sanda Aldass                                                                       | bis 57 kg   | M. Perišić     | 0s1:10   | —             | —             | ausgeschieden | ausgeschieden | ausgeschieden | ausgeschieden | ausgeschieden           | ausgeschieden           | ausgeschieden    | ausgeschieden    | 17   |
| Muna Dahouk                                                                        | bis 63 kg   | M. del Toro    | 0:10     | —             | —             | ausgeschieden | ausgeschieden | ausgeschieden | ausgeschieden | ausgeschieden           | ausgeschieden           | ausgeschieden    | ausgeschieden    | 17   |
| Nigara Shaheen                                                                     | bis 70 kg   | M. Portela     | 0:10     | —             | —             | ausgeschieden | ausgeschieden | ausgeschieden | ausgeschieden | ausgeschieden           | ausgeschieden           | ausgeschieden    | ausgeschieden    | 17   |
| Männer                                                                             |             |                |          |               |               |               |               |               |               |                         |                         |                  |                  |      |
| Ahmad Alikaj                                                                       | bis 73 kg   | S. Mahmadbekow | 0s1:10   | ausgeschieden | ausgeschieden | ausgeschieden | ausgeschieden | ausgeschieden | ausgeschieden | ausgeschieden           | ausgeschieden           | ausgeschieden    | ausgeschieden    | 33   |
| Popole Misenga                                                                     | bis 90 kg   | Freilos        | Freilos  | K. Toth       | 0s2:10        | ausgeschieden | ausgeschieden | ausgeschieden | ausgeschieden | ausgeschieden           | ausgeschieden           | ausgeschieden    | ausgeschieden    | 17   |
| Jahvad Mahjoub                                                                     | über 100 kg | J. Frey        | 1s1:0s2  | —             | —             | L. Krpálek    | 0:11s1        | ausgeschieden | ausgeschieden | ausgeschieden           | ausgeschieden           | ausgeschieden    | ausgeschieden    | 9    |
| Mixed                                                                              |             |                |          |               |               |               |               |               |               |                         |                         |                  |                  |      |
| Sanda Aldass Muna Dahouk Nigara Shaheen Popole Misenga Ahmad Alikaj Jahvad Mahjoub | Mixed Team  | —              | —        | —             | —             | Deutschland   | 0:4           | ausgeschieden | ausgeschieden | ausgeschieden           | ausgeschieden           | ausgeschieden    | ausgeschieden    | 9    |

### Kanu

#### Kanurennsport
| Athleten       | Wettbewerb | Vorlauf      | Vorlauf | Halbfinale   | Halbfinale | Finale        | Finale        | Rang          |
| Athleten       | Wettbewerb | Zeit         | Rang    | Zeit         | Rang       | Zeit          | Rang          | Rang          |
| -------------- | ---------- | ------------ | ------- | ------------ | ---------- | ------------- | ------------- | ------------- |
| Männer         |            |              |         |              |            |               |               |               |
| Saeid Fazloula | K-1 1000 m | 3:52,631 min | 4       | 3:52,614 min | 4          | ausgeschieden | ausgeschieden | ausgeschieden |

### Karate

#### Kata
| Athleten   | Wettbewerb | Ausscheidungsrunde | Ausscheidungsrunde | Platzierungsrunde | Platzierungsrunde | Kampf um Gold / Bronze | Kampf um Gold / Bronze | Kampf um Gold / Bronze | Rang |
| Athleten   | Wettbewerb | Punkte             | Rang               | Punkte            | Rang              | Gegner                 | Punkte                 | Rang                   | Rang |
| ---------- | ---------- | ------------------ | ------------------ | ----------------- | ----------------- | ---------------------- | ---------------------- | ---------------------- | ---- |
| Männer     |            |                    |                    |                   |                   |                        |                        |                        |      |
| Wael Shueb | Kata       | 23,30              | 6                  | ausgeschieden     | ausgeschieden     | ausgeschieden          | ausgeschieden          | ausgeschieden          | 11   |

#### Kumite
| Athleten            | Wettbewerb       | Gruppenphase | Gruppenphase | Halbfinale    | Halbfinale    | Finale        | Finale        | Rang |
| Athleten            | Wettbewerb       | Punkte       | Rang         | Gegner        | Ergebnis      | Gegner        | Ergebnis      | Rang |
| ------------------- | ---------------- | ------------ | ------------ | ------------- | ------------- | ------------- | ------------- | ---- |
| Männer              |                  |              |              |               |               |               |               |      |
| Hamoon Derafshipour | Kumite bis 67 kg | 4            | 3            | ausgeschieden | ausgeschieden | ausgeschieden | ausgeschieden | 5    |

### Leichtathletik
Laufen und Gehen 
| Athleten                      | Wettbewerb | Vorlauf      | Vorlauf | Runde 1     | Runde 1 | Halbfinale    | Halbfinale    | Finale        | Finale        | Rang          |
| Athleten                      | Wettbewerb | Zeit         | Rang    | Zeit        | Rang    | Zeit          | Rang          | Zeit          | Rang          | Rang          |
| ----------------------------- | ---------- | ------------ | ------- | ----------- | ------- | ------------- | ------------- | ------------- | ------------- | ------------- |
| Frauen                        |            |              |         |             |         |               |               |               |               |               |
| Rose Lokonyen                 | 800 m      | -            | -       | 2:11,87 min | 8       | ausgeschieden | ausgeschieden | ausgeschieden | ausgeschieden | ausgeschieden |
| Anjelina Lohalith             | 1500 m     | -            | -       | 4:31,65 min | 14      | ausgeschieden | ausgeschieden | ausgeschieden | ausgeschieden | ausgeschieden |
| Männer                        |            |              |         |             |         |               |               |               |               |               |
| Dorian Keletela               | 100 m      | 10,33 s      | 1       | 10,41 s     | 8       | ausgeschieden | ausgeschieden | ausgeschieden | ausgeschieden | ausgeschieden |
| James Chiengjiek              | 800 m      | -            | -       | 2:02,04 min | 8       | ausgeschieden | ausgeschieden | ausgeschieden | ausgeschieden | ausgeschieden |
| Paulo Amotun Lokoro           | 1500 m     | -            | -       | 3:51,78 min | 13      | ausgeschieden | ausgeschieden | ausgeschieden | ausgeschieden | ausgeschieden |
| Jamal Abdelmaji Eisa Mohammed | 5000 m     | 13:42,98 min | 13      | -           | -       | -             | -             | ausgeschieden | ausgeschieden |               |
| Tachlowini Gabriyesos         | Marathon   | -            | -       | –           | –       | –             | –             | 2:14:02 h     | 16            | 16            |

### Radsport

#### Straße
| Athleten             | Wettbewerb       | Zeit         | Rang |
| -------------------- | ---------------- | ------------ | ---- |
| Frauen               |                  |              |      |
| Masomah Ali Zada     | Einzelzeitfahren | 44:04,31 min | 25   |
| Männer               |                  |              |      |
| Ahmed Badreddin Wais | Einzelzeitfahren | 1:08:40,46 h | 38   |

### Ringen

#### Griechisch-römischer Stil
Legende: G = Gewonnen, V = Verloren, S = Schultersieg
| Athleten       | Wettbewerb       | Achtelfinale | Achtelfinale | Viertelfinale | Viertelfinale | Halbfinale    | Halbfinale    | Hoffnungsrunde Halbfinale | Hoffnungsrunde Halbfinale | Hoffnungsrunde Finale | Hoffnungsrunde Finale | Finale        | Finale        | Rang |
| Athleten       | Wettbewerb       | Gegner       | Ergebnis     | Gegner        | Ergebnis      | Gegner        | Ergebnis      | Gegner                    | Ergebnis                  | Gegner                | Ergebnis              | Gegner        | Ergebnis      | Rang |
| -------------- | ---------------- | ------------ | ------------ | ------------- | ------------- | ------------- | ------------- | ------------------------- | ------------------------- | --------------------- | --------------------- | ------------- | ------------- | ---- |
| Männer         |                  |              |              |               |               |               |               |                           |                           |                       |                       |               |               |      |
| Aker Al-Obaidi | Klasse bis 67 kg | S. Nasr      | G 8:0        | R. Soidse     | V 0:10        | ausgeschieden | ausgeschieden | ausgeschieden             | ausgeschieden             | ausgeschieden         | ausgeschieden         | ausgeschieden | ausgeschieden | 8    |

### Schießen
| Athleten     | Wettbewerb      | Qualifikation   | Qualifikation | Finale          | Finale        | Ringe/ Scheiben | Rang |
| Athleten     | Wettbewerb      | Ringe/ Scheiben | Rang          | Ringe/ Scheiben | Rang          | Ringe/ Scheiben | Rang |
| ------------ | --------------- | --------------- | ------------- | --------------- | ------------- | --------------- | ---- |
| Frauen       |                 |                 |               |                 |               |                 |      |
| Luna Solomon | 10 m Luftgewehr | 605,9           | 50            | ausgeschieden   | ausgeschieden | 605,9           | 50   |

### Schwimmen
| Athleten      | Wettbewerb          | Vorlauf     | Vorlauf | Halbfinale    | Halbfinale    | Finale        | Finale        | Rang |
| Athleten      | Wettbewerb          | Zeit        | Rang    | Zeit          | Rang          | Zeit          | Rang          | Rang |
| ------------- | ------------------- | ----------- | ------- | ------------- | ------------- | ------------- | ------------- | ---- |
| Frauen        |                     |             |         |               |               |               |               |      |
| Yusra Mardini | 100 m Schmetterling | 1:06,78 min | 33      | ausgeschieden | ausgeschieden | ausgeschieden | ausgeschieden | 33   |
| Männer        |                     |             |         |               |               |               |               |      |
| Alaa Maso     | 50 m Freistil       | 23,30 s     | 44      | ausgeschieden | ausgeschieden | ausgeschieden | ausgeschieden | 44   |

### Taekwondo
| Athleten        | Wettbewerb       | Achtelfinale | Achtelfinale | Viertelfinale | Viertelfinale | Hoffnungsrunde Halbfinale | Hoffnungsrunde Halbfinale | Halbfinale    | Halbfinale    | Hoffnungsrunde Finale | Hoffnungsrunde Finale | Finale        | Finale        | Rang |
| Athleten        | Wettbewerb       | Gegner       | Ergebnis     | Gegner        | Ergebnis      | Gegner                    | Ergebnis                  | Gegner        | Ergebnis      | Gegner                | Ergebnis              | Gegner        | Ergebnis      | Rang |
| --------------- | ---------------- | ------------ | ------------ | ------------- | ------------- | ------------------------- | ------------------------- | ------------- | ------------- | --------------------- | --------------------- | ------------- | ------------- | ---- |
| Frauen          |                  |              |              |               |               |                           |                           |               |               |                       |                       |               |               |      |
| Dina Pouryounes | Klasse bis 49 kg | Wu Jingyu    | 3:24         | ausgeschieden | ausgeschieden | ausgeschieden             | ausgeschieden             | ausgeschieden | ausgeschieden | ausgeschieden         | ausgeschieden         | ausgeschieden | ausgeschieden | 9    |
| Kimia Alisadeh  | Klasse bis 57 kg | Jade Jones   | 16:12        | Zhou Lijun    | 9:8           | Tatjana Minina            | 3:10                      | ausgeschieden | ausgeschieden | ausgeschieden         | ausgeschieden         | ausgeschieden | ausgeschieden | 5    |
| Männer          |                  |              |              |               |               |                           |                           |               |               |                       |                       |               |               |      |
| Abdullah Sediqi | Klasse bis 68 kg | S. Zhao      | 20:22        | ausgeschieden | ausgeschieden | ausgeschieden             | ausgeschieden             | ausgeschieden | ausgeschieden | ausgeschieden         | ausgeschieden         | ausgeschieden | ausgeschieden | 11   |